# 8월 17일
8월 17일은 그레고리력으로 229번째(윤년일 경우 230번째) 날에 해당한다.

## 사건
- 1740년 - 교황 베네딕토 14세, 247대 로마 교황 취임.
- 1900년 - 대한제국, 고종의 둘째왕자 이강을 의왕, 셋째왕자 이은을 영왕(英王)에 봉함
- 1933년 - 일본, 조선금융조합연합회령 공포
- 1945년 - 인도네시아가 독립을 선언하다.
- 1958년 - 미국 공군이 달 탐사선인 파이어니어 0호를 발사하다.
- 1960년 - 가봉이 프랑스로부터 독립하다.
- 1962년 - 대한민국, 장면(張勉) 총리, 반혁명음모 관련 혐의로 불구속 기소
- 1964년 - 대한민국, 한국기자협회 창립
- 1970년 - 소비에트 연방의 탐사선, 베네라 7호가 최초의 금성 표면 착륙에 성공함. 지구 이외의 행성 착륙에 성공한 첫 번째 탐사선으로 기록됨.
- 1983년 - 대한민국, 명성 그룹 김철호 회장, 탈세및 업무상 횡령혐의로 구속
- 1998년 - 빌 클린턴 미국 대통령, 모니카 르윈스키와 섹스 스캔들 관련해 대국민 사과성명
- 1999년 - 튀르키예에 진도 7.8의 강진이 발생해 17,000여 명이 사망하고 44,000~50,000여 명이 부상하다.

## 문화
- 1807년 - 미국 발명가 로버트 풀턴, 허드슨강에서 최초의 증기선 클레몬트 호(Clermont) 시운전 성공.
- 1901년 - 대한제국, 한성전기주식회사, 한양성(서울)내 첫 전등 점등식 거행.
- 1978년 - 미 공군 F-16 전투기 도입
- 2020년 - 광복절 임시 공휴일 지정.

## 탄생
- 1601년 - 프랑스의 수학자 피에르 드 페르마. (~1665년)
- 1629년 - 폴란드의 국왕 얀 3세 소비에스키. (~1696년)
- 1753년 - 체코의 소설가 요세프 도브로프스키. (~1829년)
- 1887년 - 오스트리아의 황제 카를 1세. (~1922년)
- 1915년 - 대한민국 기업인 김인득. (~1997년)
- 1920년 - 아일랜드의 배우 모린 오하라. (~2015년)
- 1926년 - 중국의 정치가, 전 국가 주석 장쩌민. (~2022년)
- 1932년
  - 영국의 소설가 V. S. 나이폴. (~2018년)
  - 프랑스의 삽화가 장자크 상페. (~2022년)
- 1933년
  - 미국의 육상 선수 톰 코트니. (~2023년)
  - 미국의 항공 우주 엔지니어 진 크랜츠.
- 1936년 - 미국의 컴퓨터 과학자 마거릿 해밀턴.
- 1938년 - 미국의 예술가 트리나 로빈스. (~2024년)
- 1941년 - 대한민국의 배우 권성덕. (~2024년)
- 1943년
  - 대한민국의 소설가 조정래.
  - 일본의 스키점프 선수 가사야 유키오. (~2024년)
  - 미국의 배우 로버트 드니로.
- 1948년 - 대한민국의 배우 김민정.
- 1949년
  - 대한민국의 정치인 박주선.
  - 미국의 정치인 놈 콜먼.
- 1955년
  - 대한민국의 정치인 김동철.
  - 미국의 기업인 리처드 힐튼.
- 1957년 - 영국의 전직 피겨 스케이팅 선수 로빈 커즌스.
- 1959년
  - 대한민국의 성우 김영훈.
  - 일본의 성우 사카모토 치카.
- 1960년
  - 대한민국의 정치인 윤관석.
  - 미국의 배우 숀 펜.
- 1961년
  - 일본의 교수이자 미키 마우스 성우인 아오야기 타카시.
  - 대한민국의 희극인 이경래.
- 1964년 - 대한민국의 법조인 이경희.
- 1965년 - 대한민국의 성우 장혜선.
- 1968년
  - 독일의 펜싱 선수 아냐 피히텔.
  - 잉글랜드의 배우 헬렌 매크로리. (~2021년)
- 1969년 - 미국의 싱어송라이터, 배우, 제작자 도니 월버그. (뉴 키즈 온 더 블록)
- 1971년 - 대한민국의 가수 겸 배우 엄정화.
- 1977년
  - 프랑스의 축구 선수 티에리 앙리.
  - 프랑스의 축구 선수 윌리암 갈라스.
- 1979년 - 대한민국의 희극인 김재욱.
- 1980년 - 스페인의 축구 선수 다니엘 귀사.
- 1981년
  - 대한민국의 가수 김예준 (버즈).
  - 대한민국의 희극인 이상호, 이상민.
- 1982년
  - 잉글랜드의 축구 선수 필 자기엘카.
  - 미국의 배우 겸 음악가 마크 샐링. (~2018년)
  - 알제리의 전 축구 선수 카림 지아니.
- 1983년 - 미국의 야구 선수 더스틴 페드로이아.
- 1984년 - 대한민국의 배우 정동욱.
- 1985년
  - 일본의 배우, 모델 아오이 유우.
  - 대한민국의 야구 선수 최진행.
  - 대한민국의 배우 강동호.
- 1986년
  - 스웨덴의 축구 선수 마르쿠스 베리.
  - 미국의 농구 선수 루디 게이.
- 1988년 - 일본의 배우 토다 에리카.
- 1989년
  - 대한민국의 야구 선수 송창현.
  - 미국의 래퍼 릴 비.
- 1990년
  - 미국의 배우 레이철 허드우드.
  - 대한민국의 가수 신미래.
- 1991년
  - 일본의 축구 선수 모리야스 쇼헤이.
  - 미국의 배우 오스틴 버틀러.
- 1992년
  - 영국의 프로레슬링 선수, 배우 페이지.
  - 카자흐스탄의 역도 선수 알렉산드르 자이치코프.
  - 코소보의 유도 선수 노라 자코바.
- 1993년
  - 대한민국의 펜싱 선수 이광현.
  - 대한민국의 배우 유승호.
  - 대한민국의 축구 선수 채광훈.
  - 중화인민공화국의 육상 선수 왕자난.
  - 인도네시아의 배우, 가수, 모델 친타 라우라.
  - 스웨덴의 수영 선수 사라 셰스트룀.
- 1994년
  - 대한민국의 가수 용훈 (원위).
  - 대한민국의 농구 선수 최이샘.
  - 대한민국의 가수 최나영.
  - 대한민국의 배구 선수 한지현.
  - 러시아의 사격 선수 블라디미르 마슬렌니코프.
  - 미국의 싱어송라이터 피비 브리저스.
  - 미국의 배우 타이사 파미가.
  - 일본의 배우 겸 성우 하타나카 타스쿠.
  - 프랑스의 축구 선수 티에무에 바카요코.
- 1995년 - 미국의 스케이트 선수 그레이시 골드.
- 1996년
  - 필리핀의 배우 엘라 크루즈.
  - 일본의 성우 이토 아야사.
- 1998년
  - 대한민국의 배우 정수빈.
  - 일본의 야구 선수 야마모토 요시노부.
- 1999년
  - 대한민국의 배우 원지안.
  - 대한민국의 래퍼 애쉬 아일랜드
  - 튀르키예의 태권도 선수 하칸 레치베르.
- 2000년 - 미국의 래퍼 릴 펌.
- 2001년
  - 대한민국의 배우 김인이.
  - 조선민주주의인민공화국의 탁구 선수 김금영
- 2003년
  - 대한민국의 배우 양한열.
  - 일본의 축구 선수 나카노 신야.
  - 오스트레일리아의 가수 더 키드 라로이.
  - 프랑스의 축구 선수 라얀 셰르키.
- 2009년 - 대한민국의 아역배우 고나희.

## 사망
- 1304년 - 제89대 일본의 천황 고후카쿠사 천황. (1243년~)
- 1809년 - 잉글랜드의 엔지니어 매슈 볼턴. (1728년~)
- 1850년 - 아르헨티나의 장군이자 페루의 초대 대통령 호세 데 산마르틴. (1778년~)
- 1969년 - 독일의 건축가 루트비히 미스 판 데어 로에. (1886년~)
- 1975년 - 대한민국의 정치가, 종교인, 언론린, 사회운동가 장준하. (1918년~)
- 1978년 - 튀르키예의 레슬링 선수 아흐메트 키레치. (1914년~)
- 1987년 - 나치 독일의 정치가 루돌프 헤스. (1894년~)
- 1988년 - 파키스탄의 군인, 정치가 무함마드 지아울하크. (1924년~)
- 2015년 - 헝가리의 추기경 퍼슈커이 라슬로. (1927년~)
- 2016년 - 캐나다의 영화감독 아서 힐러. (1923년~)
- 2020년 - 미국의 영화배우 게리 카울링. (1961년~)
- 2021년 - 대한민국의 정치학자 이정식. (1931년~)
- 2024년 - 대한민국의 정치인 박지원. (1934년~)
- 2025년 - 영국의 영화배우 테런스 스탬프. (1938년~)

## 기념일
- 산 마르틴 데이(San Martin Day): 아르헨티나
- 독립기념일: 인도네시아

## 같이 보기
- 전날: 8월 16일 다음날: 8월 18일 - 전달: 7월 17일 다음달: 9월 17일
- 음력: 8월 17일
- 모두 보기